# Anaprof Clausura 2004
La ANAPROF Apertura  2001 fue la temporada del torneo de la Asociación Nacional Pro Fútbol, donde se coronó campeón  el Club Deportivo Árabe Unido.

## Cambios del Clausura 2004
- La final del campeonato clausura se jugó a dos partidos, cada uno en el estadio del equipo respectivo.

## Equipos del Clausura 2004
| Equipo               | Ciudad           | Estadio                             |
| -------------------- | ---------------- | ----------------------------------- |
| Alianza FC           | Ciudad de Panamá | Estadio Camping Resort              |
| Atlético Veranguense | Santiago         | Estadio Aristocles Castillo\|-      |
| CD Árabe Unido       | Colón            | Estadio Armando Dely Valdés         |
| CD Plaza Amador      | Ciudad de Panamá | Estadio Municipal de Balboa         |
| CD Pan de Azúcar     | San Miguelito    | Estadio Javier Cruz                 |
| Colón River FC       | Colón            | Estadio Armando Dely Valdés         |
| Chorrillo FC         | Ciudad de Panamá | Estadio Municipal de Balboa         |
| San Francisco FC     | La Chorrera      | Estadio Agustín Muquita Sánchez     |
| Sporting Coclé       | Coclé            | Estadio Municipal de Ciruelito      |
| Tauro FC             | Ciudad de Panamá | Campo de Deportes Giancarlo Gronchi |

## Estadísticas del Clausura 2004
| Lugar | Equipo              | Juegos | Ganados | Empates | Perdidos | Goles A favor | Goles en contra | +/- | Puntos |
| ----- | ------------------- | ------ | ------- | ------- | -------- | ------------- | --------------- | --- | ------ |
| 1.    | CD Árabe Unido      | 18     | 12      | 4       | 2        | 32            | 14              | +18 | 40     |
| 2.    | Tauro FC            | 18     | 11      | 3       | 4        | 36            | 11              | +25 | 36     |
| 3.    | San Francisco FC    | 18     | 11      | 2       | 5        | 38            | 17              | +11 | 35     |
| 4.    | Chorrillo FC        | 18     | 11      | 2       | 5        | 32            | 19              | +13 | 35     |
| 5.    | CD Plaza Amador     | 17     | 8       | 5       | 4        | 34            | 18              | +16 | 29     |
| 6.    | Alianza FC          | 18     | 9       | 1       | 8        | 28            | 29              | -1  | 28     |
| 7.    | Colón River FC      | 18     | 5       | 3       | 10       | 21            | 39              | –18 | 18     |
| 8.    | Sporting Coclé      | 18     | 4       | 3       | 11       | 21            | 35              | –14 | 15     |
| 9.    | Atlético Veragüense | 17     | 3       | 3       | 11       | 15            | 36              | –21 | 12     |
| 10.   | CD Pan de Azúcar    | 18     | 0       | 4       | 14       | 12            | 51              | –39 | 4      |

- (Los equipos en verde señalan los clasificados a semifinales.)

### Ronda Final
|  | Semifinales      | Semifinales      | Semifinales    |                |                  | Final            | Final | Final |  |
|  |                  |                  |                |                |                  |                  |       |       |  |
|  |                  |                  |                |                |                  |                  |       |       |  |
|  | San Francisco FC | San Francisco FC | 2              |                |                  |                  |       |       |  |
|  | San Francisco FC | San Francisco FC | 2              |                |                  |                  |       |       |  |
|  | Tauro FC         | Tauro FC         | 1              |                |                  |                  |       |       |  |
|  | Tauro FC         | Tauro FC         | 1              |                | San Francisco FC | San Francisco FC | 4     |       |  |
|  |                  |                  |                |                | San Francisco FC | San Francisco FC | 4     |       |  |
|  |                  |                  | CD Árabe Unido | CD Árabe Unido | 6                |                  |       |       |  |
|  | CD Árabe Unido   | CD Árabe Unido   | CD Árabe Unido | CD Árabe Unido | 6                | 4                |       |       |  |
|  | CD Árabe Unido   | CD Árabe Unido   |                |                |                  | 4                |       |       |  |
|  | Chorrillo FC     | Chorrillo FC     | 3              |                |                  |                  |       |       |  |
|  | Chorrillo FC     | Chorrillo FC     | 3              |                |                  |                  |       |       |  |
|  |                  |                  |                |                |                  |                  |       |       |  |

| Campeón Clausura 2004:     |
| -------------------------- |
| CD Árabe Unido´ 8.º Título |

## Tabla de Relegación
| Lugar | Equipo              | Juegos | Ganados | Empates | Perdidos | Goles A favor | Goles en contra | +/- | Puntos |
| ----- | ------------------- | ------ | ------- | ------- | -------- | ------------- | --------------- | --- | ------ |
| 1.    | CD Árabe Unido      | 36     | 26      | 5       | 5        | 63            | 30              | +33 | 83     |
| 2.    | Tauro FC            | 36     | 21      | 6       | 9        | 61            | 22              | +39 | 73     |
| 3.    | San Francisco FC    | 36     | 20      | 7       | 9        | 70            | 31              | +39 | 67     |
| 4.    | Chorrillo FC        | 36     | 19      | 10      | 7        | 58            | 51              | +7  | 67     |
| 5.    | CD Plaza Amador     | 35     | 18      | 8       | 9        | 59            | 33              | +26 | 62     |
| 6.    | Alianza FC          | 36     | 12      | 6       | 18       | 38            | 53              | -15 | 42     |
| 7.    | Atlético Veragüense | 35     | 10      | 7       | 18       | 38            | 52              | -14 | 37     |
| 8.    | Sporting Coclé      | 36     | 9       | 9       | 18       | 42            | 60              | -18 | 36     |
| 9.    | Colón River FC      | 36     | 7       | 7       | 22       | 41            | 78              | -37 | 32     |
| 10.   | CD Pan de Azúcar    | 36     | 1       | 7       | 28       | 22            | 92              | -70 | 10     |

|  | Relegado a Primera A. |